# Salvadora Catà Verdura
Salvadora Catà Verdura   (Canet de Mar, 1902 - Girona, 25 d'abril de 1939) fou la primera dona republicana condemnada a mort pel franquisme i afusellada a Girona.

## Biografia
Natural de Canet de Mar i veïna de Girona, era vídua, tenia dos fills de 7 i 12 anys i convivia amb un nou company, fet que era molt mal vist per la societat de l'època. Residia al carrer dels Alemanys de Girona. Dona d'ideari pròxim al Partit Obrer d'Unificació Marxista, es guanyava la vida com a bugadera. Durant la Guerra Civil espanyola, rentava, entre d'altres, la roba dels soldats republicans de la caserna situada al costat de casa seva.
El 21 de febrer de 1939, el mateix dia que Franco desfilava victoriós pels carrers de Barcelona, Salvadora fou denunciada a la Guàrdia Civil per la seva veïna Rosa Rosell. En concret, l'acusà sense proves d'haver denunciat davant dels republicans el seu fill Antoni Puig Rosell, un requetè i seminarista que s'havia unit a les tropes nacionals i que fou capturat i assassinat durant els primers dies de la Guerra Civil. Així mateix, dues altres veïnes del seu carrer la titllaren de «propagandista furibunda de les idees marxistes» i li atribuiren idees d'esquerres i una «moral dubtosa», a més d'afirmar que pertanyia a la Federació Anarquista Ibèrica.
Catà fou traslladada a la presó, ubicada en aquelles dates al Seminari Conciliar de Girona, i declarà no haver participat mai en política. Així i tot, el 23 de març de 1939 fou sotmesa a un consell de guerra sumaríssim, juntament amb 11 persones més. No pogueren demostrar la seva responsabilitat en la mort del seminarista, però fou considerada una dona perillosa, de mala reputació, descreguda, roja i separatista. Per tot això, el jutge li dictà pena de mort, i Franco ratificà la decisió. Tenia 37 anys quan fou afusellada el 25 d'abril de 1939 a la tàpia del cementiri de Girona, amb la qual cosa els seus fills Enric i Miquel quedaren orfes i foren enviats a un hospici.

## Reconeixements
El novembre del 2010, l'Ajuntament de Girona, amb el suport de la Generalitat, va dignificar la fossa del cementiri amb una placa recordant les víctimes de la repressió franquista. El 9 de maig del 2015, a la plaça Josep Pla es va inaugurar a Girona l'Ateneu Popular Salvadora Catà, batejat així en el seu honor. El 2018, a l'Ajuntament es va proposar de dedicar-li un carrer o espai públic, en compliment de la Llei de memòria històrica i la voluntat d'igualtat plena entre dones i homes.